# Basileuterus belli
Mariquita-de-sobrancelha-dourada ou pula-pula-de-sobrancelha-dourada (Basileuterus belli) é uma espécie de ave da família Parulidae.
Pode ser encontrada nos seguintes países: El Salvador, Guatemala, Honduras e México.
Os seus habitats naturais são: regiões subtropicais ou tropicais húmidas de alta altitude.